# 聖霊

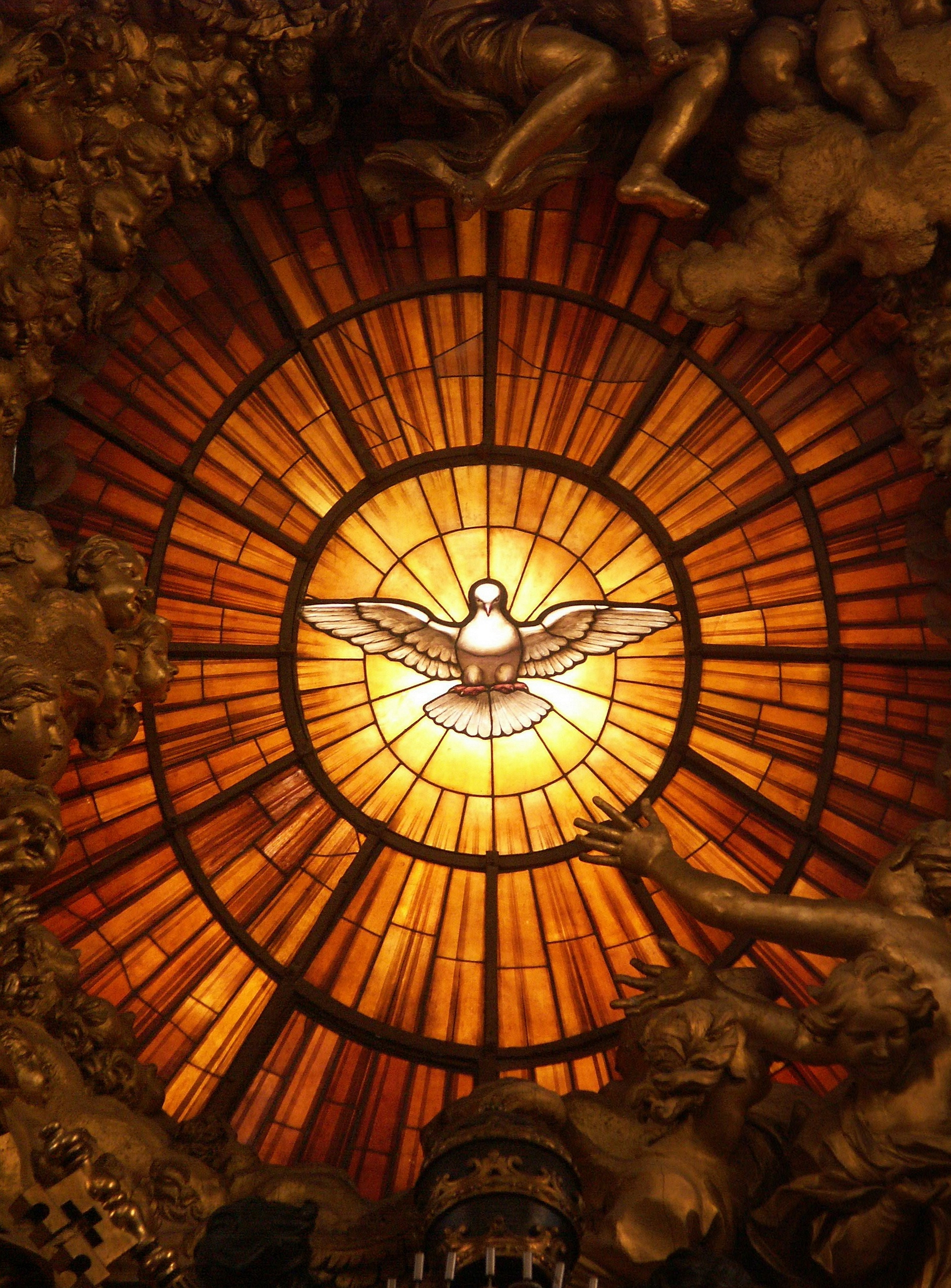
聖霊が鳩のかたちをとって降ったとされる聖書の記述（マタイによる福音書3章16節など）を基に作られたステンドグラス（サン・ピエトロ大聖堂内、1660年ごろ制作）。

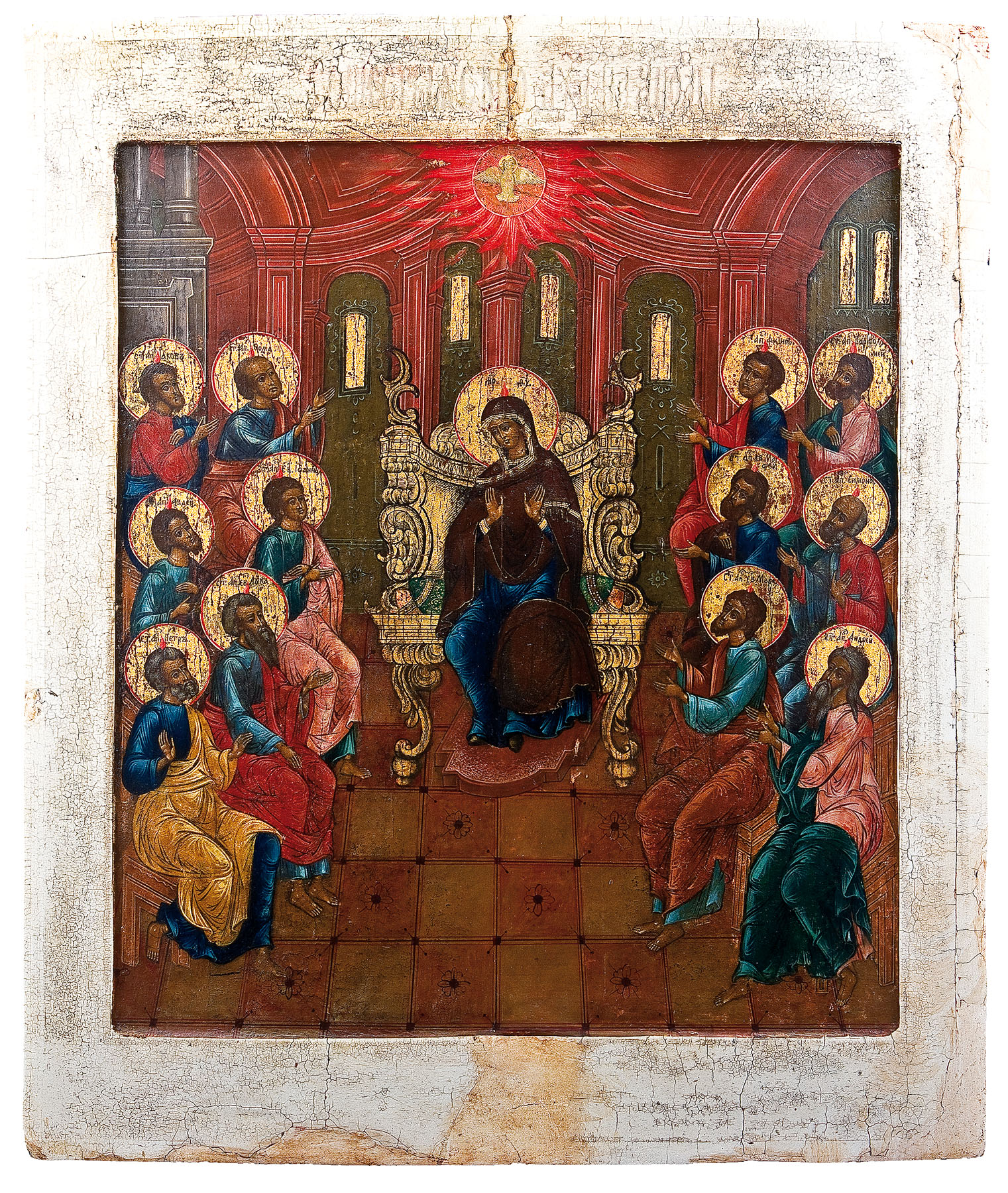
聖霊がイエス・キリストの弟子達に降ったとされる聖書の記述（使徒言行録2章3節）を基にした、ペンテコステのイコン（18世紀ロシア）。神の母マリアもこの場面に画かれている。

聖霊（せいれい、希: Άγιο Πνεύμα、羅: Spiritus Sanctus、英: Holy Spirit、主にカトリック教会やプロテスタントでの呼称。日本正教会では聖神ﾟ：せいしん）は、キリスト教において三位一体の神の位格の一つ。聖霊について論じる神学を聖霊論という。
本項で扱う聖霊に漢字「精霊」を当てるのは誤字（もしくは誤変換）である。

## 概要
広く「第三の位格」とも説明される一方で、「第三の」といった数え方をせずに「ペルソナ（位格）の一者」「個位（のひとつ）」「神格（のひとつ）」とだけ説明される場合もある。
4世紀に聖霊論を展開した聖大バシレイオス（聖大ワシリイ）は、聖霊に限らず、三位一体の各位格に言及する際に、数を伴わせることに批判的である。
聖霊は愛によって人々を造り、そして幸せへと招いていく役割があるとされる。

## 前提：共通点と相違点の存在
キリスト教内の各教派において、聖霊についての捉え方・考え方には、共通する部分と異なる部分がある。
西方教会と東方教会の間には、聖霊が「父（なる神）からのみ発出する」とするか、それとも「父（なる神）と子（なる神）から発出する」とするかを相違点とするフィリオクェ問題がある。正教会の神学者ウラジーミル・ロースキイは、フィリオクェ問題を東西教会の分裂の根源的かつ唯一の教義上の原因であるとしている（なお、20世紀末以降、西方教会側で「フィリオクェ」を削除ないし再考する動きが散見される、詳細は後述）。
カトリック教会とプロテスタントの間においては、聖霊に関する教理が16世紀の宗教改革において聖書を優先していくプロテスタントの中心にあったとされることがある。当時カトリック教会側においては、枢機卿ロベルト・ベラルミーノから、プロテスタントにおいて聖霊論と関係する教理である救いの確信を、プロテスタントが異端であることの最たるものとする批判があり、またカトリック司祭エドマンド・キャンピオンは、聖霊論にプロテスタントとカトリック教会との根本的な相違があると捉えていた。
このように教派ごとの相違点があり、論者によっては重要な争点と位置付けられる一方で、論者によっては、伝統的な神学では聖霊論は非常に軽視されてきた分野であると評される事もある。
本項では各節において、できる限り幅広い教派に共通する内容を先に述べ、次に各教派ごと（西方教会：カトリック教会・聖公会・プロテスタント、東方教会：正教会）の内容を簡潔に述べる。

## 神（位格・個位）

### 整理された教義（教理・定理）

西方教会でよく使われる『三位一体の盾』の図式。三位一体を図式化するのには様々なバリエーションがある。

カトリック教会、聖公会、プロテスタント、正教会、非カルケドン派において、聖霊は三位一体の一つの位格（個位、神格、希: υπόστασις, 羅: persona）であると位置付けられる。
第1ニカイア公会議（第一全地公会、325年）の頃から第1コンスタンティノポリス公会議（第二全地公会、381年）の頃にかけて、こうした三位一体論の定式が（論争はこの二つの公会議が終わった後もなお続いていたが）整理されていった。

### 「異端」とされた考え
本節では、いわゆる正統派から否定される諸説を概観する。「三位一体そのものを説明するよりも、三位一体でないもの（異端の教え）を説明し、それを否定する方がより正確」とされることがある。
三神論（聖霊は「三つの神のうちの一つ」）
いわゆる正統派によれば、聖霊は神であるが、父なる神・子なる神・聖霊は、三つの神ではないとされ、三位格は三神ではないとされる（なお、こうした「異端」が歴史上まとまった形で出現したことはないともされるが、幾つかの事例につき「三重の神性」への傾斜として批判的に指摘されることはある）。
聖霊は一様式（mode）もしくは「一つの『役』」
「子なる神、聖霊は、時代によって神が自分を表す様式（mode）を変えていったもの」「一つの『役』のようなもの」と主張する考えは、様態論的モナルキア主義（英語: modalistic monarchianism）と呼ばれ、いわゆる正統派から否定される。
聖霊の神性は比較的劣っている
聖霊の神性は認めるものの、父なる神（神父：かみちち）、子なる神（神子：かみこ、イエス・キリスト）よりも劣った存在であるとする主張である。この主張を聖霊について採るアリウス派は、子なる神も父なる神より劣ったものとした。アリウス派は第1コンスタンティノポリス公会議でいわゆる正統派から異端とされたが、聖霊の神性が比較的劣っているという教説も併せて否定されている。
聖霊は神ではない
聖霊の神性を否定した人々は「聖霊神性否定論者、プネウマトマコイ」（ギリシア語: Πνευματομάχοι）、もしくは主唱者であったコンスタンディヌーポリ総主教の名から「マケドニオス主義者」と呼ばれる、第1コンスタンティノポリス公会議でいわゆる正統派から異端とされた。「聖霊は神の活動力だ」などと主張する団体もある。

## カトリック教会における聖霊信心
カトリック教会において、「来たり給え、創造主なる聖霊よ」（羅：Veni Creator Spiritus）のような聖霊を賛美するグレゴリオ聖歌は有名であり、また聖霊が使徒らに降った聖霊降臨という祝日が盛大に祝われる。
その祝日に向けて、「聖霊への十日間の祈り」の信心が多くの国では根付いている。